# Pianoconcert nr. 3 (Bowen)
York Bowen componeerde zijn pianoconcert nr. 3 "Fanatsie" in d mineur, opus 23 in 1907.
Was zijn 2e pianoconcert nog onderhevig aan de grillen van zijn jeugd, het 3e pianoconcert, amper twee jaar later gecomponeerd, klinkt volwassener. Het is beter in balans. Bowen heeft de techniek daarbij niet naar de achtergrond geschoven, want hij flirtte graag met zijn kunde aan/op de piano, de première verzorgde hij dan ook zelf. Toch werd dit concert niet zo populair als zijn tweede concert. Dit heeft waarschijnlijk te maken met het feit dat de tijd totdat nieuwe muziekstromingen kwamen, korter was, dan voor zijn 2e concert. Ook nu weer een pianoconcert a la Sergej Rachmaninov, maar dan niet de warme Russische maar de koele romantiek van de Britten.
Het concert is geschreven naar aanleiding van een wedstrijd in het schrijven van composities binnen het klassieke genre Fantasie. Deze term werd later dan ook de bijtitel van het werk.

## Delen
- Moderato – Allegro con spirito – Tempo I – Poco maestoso;
- Andante grazioso – Piu lento – Allegro – Molto maestoso;
- Allegro con fuoco – Animato.

Het concert dient in één deel gespeeld te worden. Vooral het begin van het Allegro con fuoco is met zijn techniek een vingerbreker voor de (zeker toenmalige) pianist. In het derde deel een knipoog naar een ander instrument dat Bowen zelf speelde, de hoorn.

## Bron en discografie
- Uitgave Dutton Epoch: Michael Dussek (piano) met het BBC Symphony Orchestra o.l.v. Vernon Handley, een specialist in Britse muziek.